# Torbeevskij rajon
Il Torbeevskij rajon (in russo Торбеевский район?) è un municipal'nyj rajon della Repubblica Autonoma di Mordovia, nella Russia europea.